# Ivan Setchenov

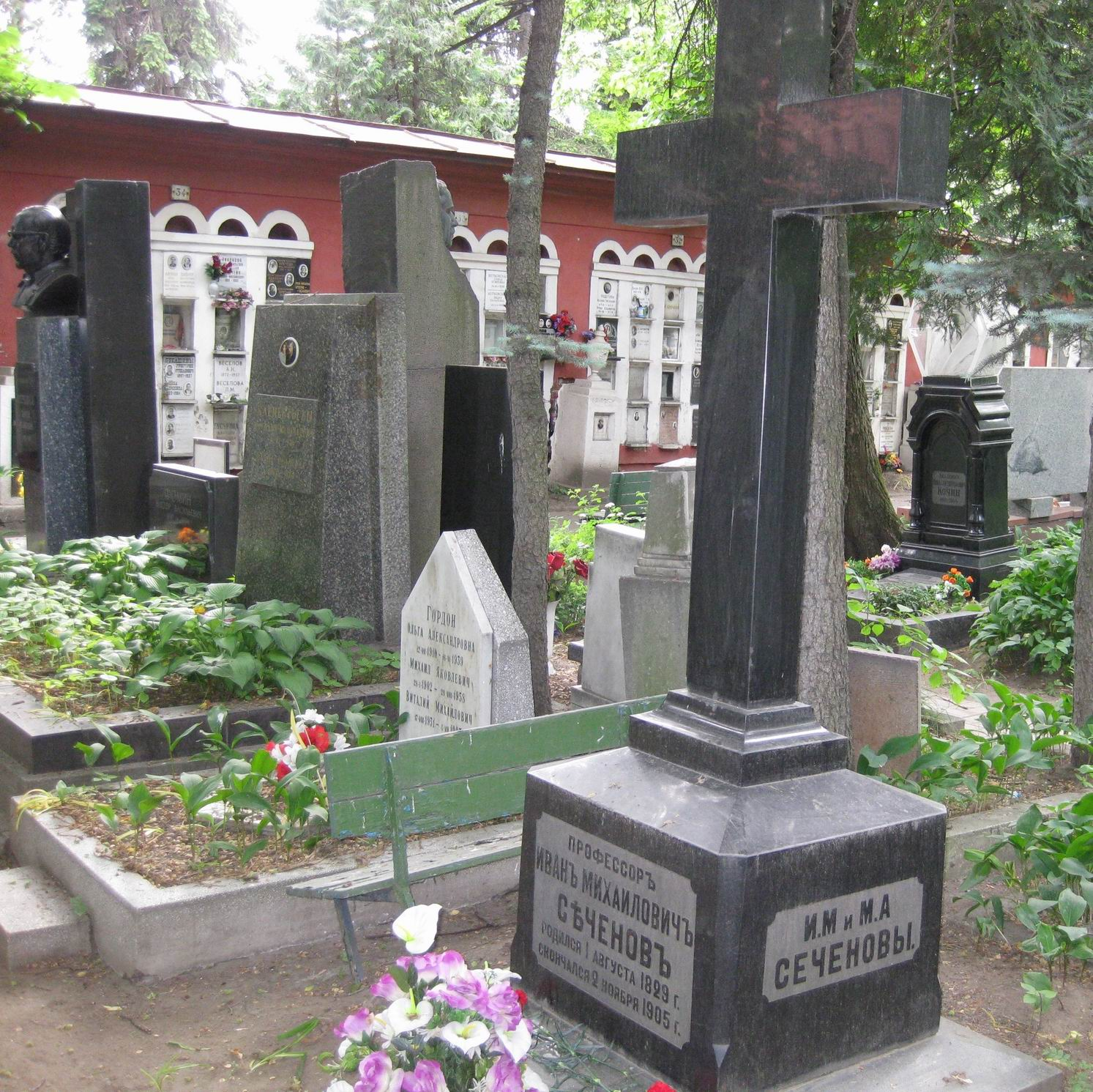
Tombe de Setchenov au cimetière de Novodiévitchi.

Ivan Mikhaïlovitch Setchenov (en russe : Иван Михайлович Сеченов), né le 13 août 1829 à Tioply Stan (maintenant Setchenovo) près de Simbirsk et mort le 15 novembre 1905 à Moscou, est un physiologiste et neurologue russe considéré comme le pionnier de ces disciplines dans son pays，il est un scientifique médical de renommée mondiale, physiologiste, psychologue, académicien de l'Académie des sciences de Russie, fondateur et fondateur de la physiologie et de la psychologie russes, il est un pionnier dans le domaine de l'inhibition du système nerveux central dans le monde et est connu comme le « père de la physiologie russe ».

## Biographie
Après des études à l'Académie du génie Nicolas, Ivan Setchenov entre à l'Université de Moscou où il reste jusqu'en 1856.
Il travaille à Paris auprès de Claude Bernard et introduit en Russie la méthode expérimentale de son maître. Dans le domaine de la électrophysiologie et de la neurophysiologie du système nerveux central, il découvre en 1865 les centres inhibiteurs des réflexes spinaux en constatant que la section de la moelle épinière chez la grenouille provoque la disparition transitoire des réflexes au-dessous du niveau de la section (choc spinal).
En 1863, il fait paraître Les Réflexes du cerveau, un ouvrage de vulgarisation qui connut un grand succès et fut à l'origine de la vocation de nombreux chercheurs, parmi lesquels Pavlov. Dans cet ouvrage matérialiste, le cerveau est décrit comme l'organe de l'âme, ce qui provoqua sa censure par le régime. Le livre continua cependant longtemps à circuler dans la clandestinité.
Setchenov soutient activement l'accession des femmes aux études médicales. Il épouse Maria Bokova, une des premières femmes-médecins russes.
Il a notamment mis en évidence le fait que toute exposition répétée à un stimulus provoque une habituation à ce stimulus.

## Adresses
- N°10/2 petite rue des Italiens, Saint-Pétersbourg